# Cherré (Sarthe)
Pour les articles homonymes, voir Cherré.
Cherré est une ancienne commune française, située dans le département de la Sarthe en région Pays de la Loire, devenue le 1er janvier 2019 une commune déléguée au sein de la commune nouvelle de Cherré-Au.
Elle est peuplée de 1 848 habitants.
Bien que située dans la région naturelle du Perche sarthois, la commune fait partie de la province historique du Maine.

## Géographie
La commune fait partie de la région naturelle du Perche et du canton de La Ferté-Bernard.
| La Ferté-Bernard       | Cherreau (comm. nouv. de Cherré-Au) | Cormes |
| Saint-Martin-des-Monts | Cherré                              | Cormes |
| Villaines-la-Gonais    | Saint-Maixent                       | Cormes |

## Toponymie
Le nom de la localité est attesté sous la forme Kairaco en 616 et de Cherreio vers 1170.
Le toponyme serait issu d'un anthroponyme roman Carius.
Le gentilé est Cherréen.

## Histoire
En 1886, La Ferté-Bernard (2 621 habitants en 1881) absorbe Cherré (1 528 habitants) et Saint-Antoine-de-Rochefort (1 512 habitants),,. Cherré reprend son indépendance en 1888.
Le 1er janvier 2019, Cherré intègre avec Cherreau la commune de Cherré-Au créée sous le régime juridique des communes nouvelles instauré par la loi no 2010-1563 du 16 décembre 2010 de réforme des collectivités territoriales. Les communes de Cherré et Cherreau deviennent des communes déléguées et Cherré est le chef-lieu de la commune nouvelle.

## Politique et administration
| Période                                  | Période  | Identité     | Étiquette | Qualité                                 |
| ---------------------------------------- | -------- | ------------ | --------- | --------------------------------------- |
| janvier 2019                             | En cours | Jannick Niel |           | Directeur agence bancaire à la retraite |
| Les données manquantes sont à compléter. |          |              |           |                                         |

| Période                                  | Période       | Identité       | Étiquette | Qualité |
| ---------------------------------------- | ------------- | -------------- | --------- | ------- |
| 1977                                     | mars 2001     | Charles Somaré |           |         |
| mars 2001                                | mars 2008     | Joël Noury     |           |         |
| mars 2008                                | décembre 2018 | Michel Landais | DVD       | Médecin |
| Les données manquantes sont à compléter. |               |                |           |         |

## Population et société

### Démographie
En 2021, la commune comptait 1 848 habitants. Depuis 2004, les enquêtes de recensement dans les communes de moins de 10 000 habitants ont lieu tous les cinq ans (en 2004, 2009, 2014, etc. pour Cherré) et les chiffres de population municipale légale des autres années sont des estimations.
| 1793  | 1800  | 1806  | 1821  | 1831  | 1836  | 1841  | 1846  | 1851  |
| ----- | ----- | ----- | ----- | ----- | ----- | ----- | ----- | ----- |
| 1 105 | 1 232 | 1 365 | 1 371 | 1 504 | 1 601 | 1 687 | 1 759 | 1 767 |

| 1856  | 1861  | 1866  | 1872  | 1876  | 1881  | 1891 | 1896 | 1901 |
| ----- | ----- | ----- | ----- | ----- | ----- | ---- | ---- | ---- |
| 1 706 | 1 642 | 1 659 | 1 620 | 1 625 | 1 528 | 715  | 720  | 717  |

| 1906 | 1911 | 1921 | 1926 | 1931 | 1936 | 1946 | 1954 | 1962 |
| ---- | ---- | ---- | ---- | ---- | ---- | ---- | ---- | ---- |
| 682  | 702  | 603  | 593  | 589  | 601  | 620  | 632  | 578  |

| 1968 | 1975 | 1982  | 1990  | 1999  | 2004  | 2009  | 2014  | 2019  |
| ---- | ---- | ----- | ----- | ----- | ----- | ----- | ----- | ----- |
| 564  | 528  | 1 075 | 1 220 | 1 285 | 1 419 | 1 701 | 1 722 | 1 784 |

### Activité et manifestations
- L'Étoile sportive de Cherré, le club de football.
- Une maison des associations.
- Une salle des fêtes.

## Économie
Une station de compression de gaz naturel exploitée par GRTgaz est implantée sur le territoire de la commune.

## Culture locale et patrimoine

### Lieux et monuments
- Église Saint-Pierre-et-Saint-Paul, des XVIe et XVIIIe siècles, dont la tour fortifiée servant de clocher est inscrite au titre des monuments historiques en 1927[14],[15].
- Presbytère du XVIIIe siècle, avec portail remarquable, recensé à l'inventaire général du patrimoine culturel[16].
- Moulin de Valmer, des XVIe et XVIIIe siècles, recensé à l'inventaire général du patrimoine culturel[17].